# Kanton Montargis
Der Kanton Montargis ist seit 1790 ein französischer Kanton im Arrondissement Montargis, im Département Loiret und in der Region Centre-Val de Loire; sein Hauptort ist Montargis.

## Gemeinden
Der Kanton besteht aus neun Gemeinden mit insgesamt 30.131 Einwohnern (Stand: 1. Januar 2022) auf einer Gesamtfläche von 125,98 km²:
| Gemeinde                  | Einwohner 1. Januar 2022 | Fläche km² | Dichte Einw./km² | Code INSEE | Postleitzahl |
| ------------------------- | ------------------------ | ---------- | ---------------- | ---------- | ------------ |
| Chevillon-sur-Huillard    | 1.504                    | 19,34      | 78               | 45092      | 45700        |
| Lombreuil                 | 304                      | 7,56       | 40               | 45185      | 45700        |
| Montargis                 | 14.819                   | 4,46       | 3.323            | 45208      | 45200        |
| Mormant-sur-Vernisson     | 133                      | 10,92      | 12               | 45216      | 45700        |
| Pannes                    | 3.719                    | 20,84      | 178              | 45247      | 45700        |
| Saint-Maurice-sur-Fessard | 1.144                    | 15,38      | 74               | 45293      | 45700        |
| Solterre                  | 476                      | 9,80       | 49               | 45312      | 45700        |
| Villemandeur              | 6.931                    | 11,46      | 605              | 45338      | 45700        |
| Vimory                    | 1.101                    | 26,22      | 42               | 45345      | 45700        |
| Kanton Montargis          | 30.131                   | 125,98     | 239              | 4511       | –            |

Bis zur landesweiten Neugliederung der Kantone 2015 bestand der Kanton Meung-sur-Loire einzig aus der Gemeinde Montargis. Sein Zuschnitt entsprach einer Fläche von 4,46 km2. Er besaß vor 2015 einen anderen INSEE-Code als heute, nämlich 4519.
Bis zur Verwaltungsreform in den 1970er Jahren war der Kanton Montargis wesentlich größer. Aus ihm wurden seinerzeit der Kanton Amilly und der Kanton Châlette-sur-Loing ausgegliedert. Der alte Kanton Montargis bestand aus den 15 Gemeinden Amilly, Cepoy, Châlette-sur-Loing, Chevillon-sur-Huillard, Conflans-sur-Loing, Corquilleroy, Lombreuil, Montargis, Mormant-sur-Vernisson, Pannes, Paucourt, Saint-Maurice-sur-Fessard, Villemandeur, Villevoques, Vimory.